# Приматологія
Приматоло́гія — наукова дисципліна, розділ зоології, що вивчає сучасних та викопних приматів (близько 400 видів мавп, напівмавп та інших, крім людини), їх анатомію, ембріологію, фізіологію, походження, систематику та спосіб життя.
Розділяється на морфологію, палеонтологію, систематику, етологію приматів.
Існують міжнародні та регіональні товариства приматологів. З 1966 року проводяться міжнародні приматологічні конгреси.

## Методи досліджень
Є такі методи досліджень як спостереження, експеримент і вимірювання (вимірювання маси їх тіла, зріст)

## Відомі приматологи
- Джейн Гудолл (Jane Goodall, 1934)
- Дайан Фоссі (Dian Fossey, 1932–1985) — видатний етолог та популяризатор охорони природи
- Шарлотта Уленбрук (Charlotte Uhlenbroek, 1968)
- Роджер Фоутс (Roger Fouts, 1943)

## Наукові установи
- German Primate Center (Deutsches Primatenzentrum) — Ґетінґен, Німеччина[1]
- Institute of Primate Research — Karen, Найробі, Кенія[2]
- Jane Goodal Institute[3]
- Monkey World Ape Rescue Centre — Longthorns, Wareham, Dorset, Англія
- Oregon National Primate Research Center — Beaverton, Орегон, США
- Primate Research Institute — Inuyama City, Aichi Prefecture, Kyoto University, Японія, 1967
- Tsukuba Primate Center for Medical Science — National Institute of Infectious Diseases, Tsukuba Ibaraki, Японія
- Washington National Primate Research Center — Сієтл, США
- Wisconsin Primate Research Center, Madison — Вісконсин, США
- Primate Research Center of Emory University[4]
- California National Primate Research Center Каліфорнія, США
- Інститут фізіології ім. І. П. Павлова — РАН Санкт-Петербург, Росія
- Науково-дослідний інститут медичної приматології — РАМН Сочі, Росія
- Науково-дослідний інститут експериментальної фізіології і терапії — АНА Сухумі, Росія

## Товариства приматологів
- American Society of Primatologists (ASP) — США[5]
- Asociacion Primatologica Espanola — Іспанія
- Associação Portuguesa de Primatologia (APP) — Португалія[6]
- Associazione Primatologica Italiana — Італія
- Australasian Primate Society[7]
- Australian Primatology Society — Австралія
- Deutsche Primatologische Gesellschaft — Німеччина
- European Federation of Primatology (EFP)
- International Primatological Society (IPS)[8]
- Primate Society of Great Britain (PSGB) — Велика Британія
- Primate Society of Japan — Японія[9]
- Primate Specialist Group of Mammalogical Society of China — Китай
- Société Francophone de Primatologie

## Конгреси
- 22-й Конгрес міжнародного приматологічного товариства (XXII IPS Congress) — 2008, Единбург, Шотландія
- 21-й Конгрес (XXI IPS Congress, Entebbe, Uganda) — 2006, Уганда
- 20-й Конгрес (XX IPS Congress) — 2004, Турин, Італія
- 19-й Конгрес (XIX IPS Congress) — 2002, Пекін, Китай
- 18-й Конгрес (XVIII IPS Congress) — 7—12 січня 2001, Аделаїда, Австралія
- 16-й (XVI TH IPS Congress / XIX TH ASP Conference, Madison, Wisconsin) — 11—16 августа 1996, Вісконсин, США
- 2-й Конгрес (II IPS Congress) — 1968, Атланта, США
- 1-й Конгрес — 1966

## Журнали
- African Primates (Кенія, 1995-; National Museums of Kenya: Institute for Primate Research and Centre for Biodiversity with Zoo Atlanta)
- American Journal of Primatology  (США, 1981-; American Society of Primatology)
- Boletin de la Asociacion Primatologica Espanola (Іспанія)
- Gorilla Journal (Штутгарт, Німеччина; Journal of Berggorilla & Regenwald Direkthilfe)[10]
- Folia Primatologica (1963-; European Federation for Primatology)
- International Journal of Primatology  (1980-; International Primatological Society)[11]
- Journal of Medical Primatology
- Journal of Human Evolution
- Primate Eye (Велика Британія, 1974-; Primate Society of Great Britain)
- Primates (Японія, 1957-; The Journal of the Japan Monkey Centre, Inuyama, Aichi)[12]